# Gathotkaca

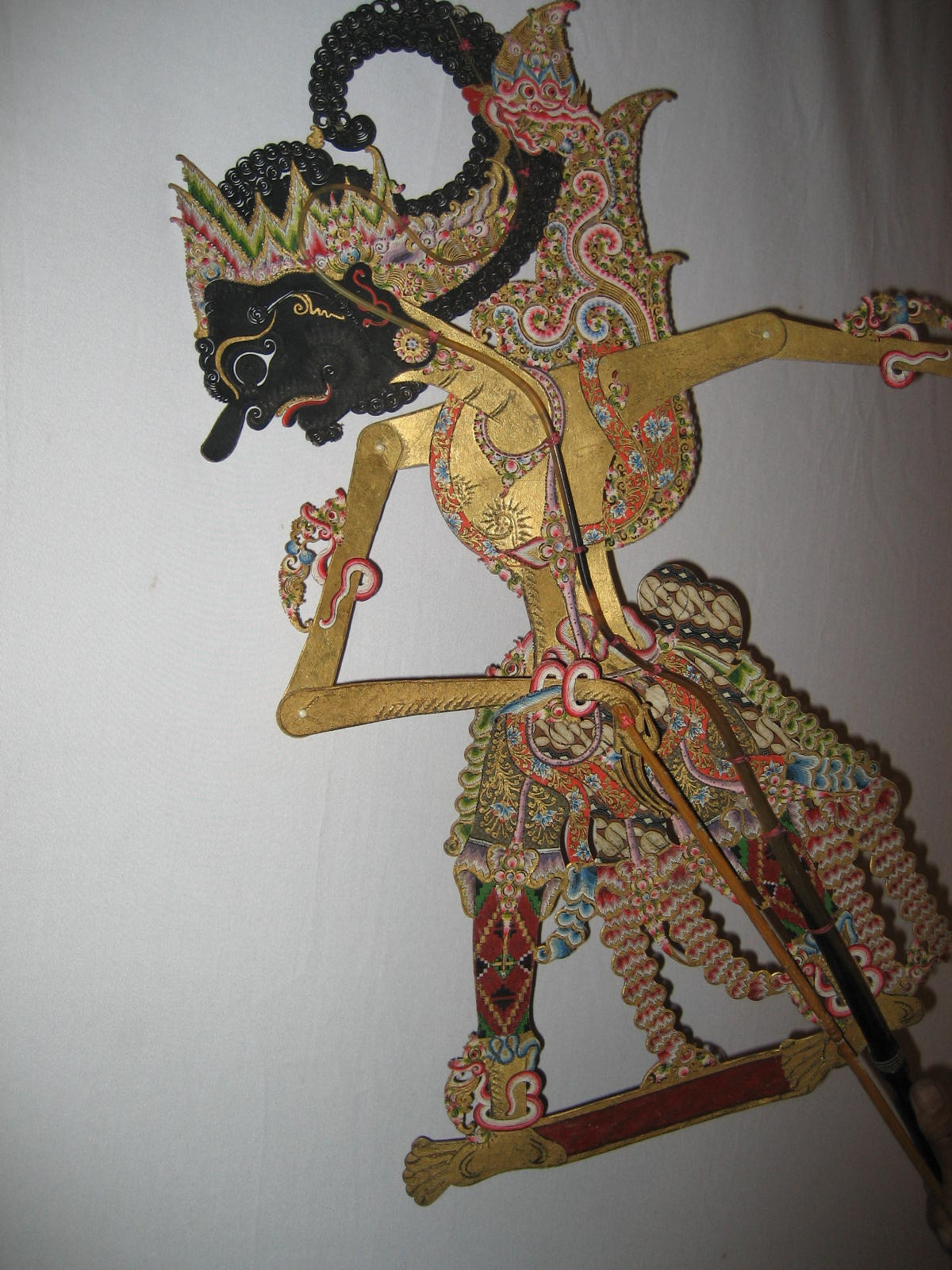
Gathotkaca als wayangpop in Indonesië

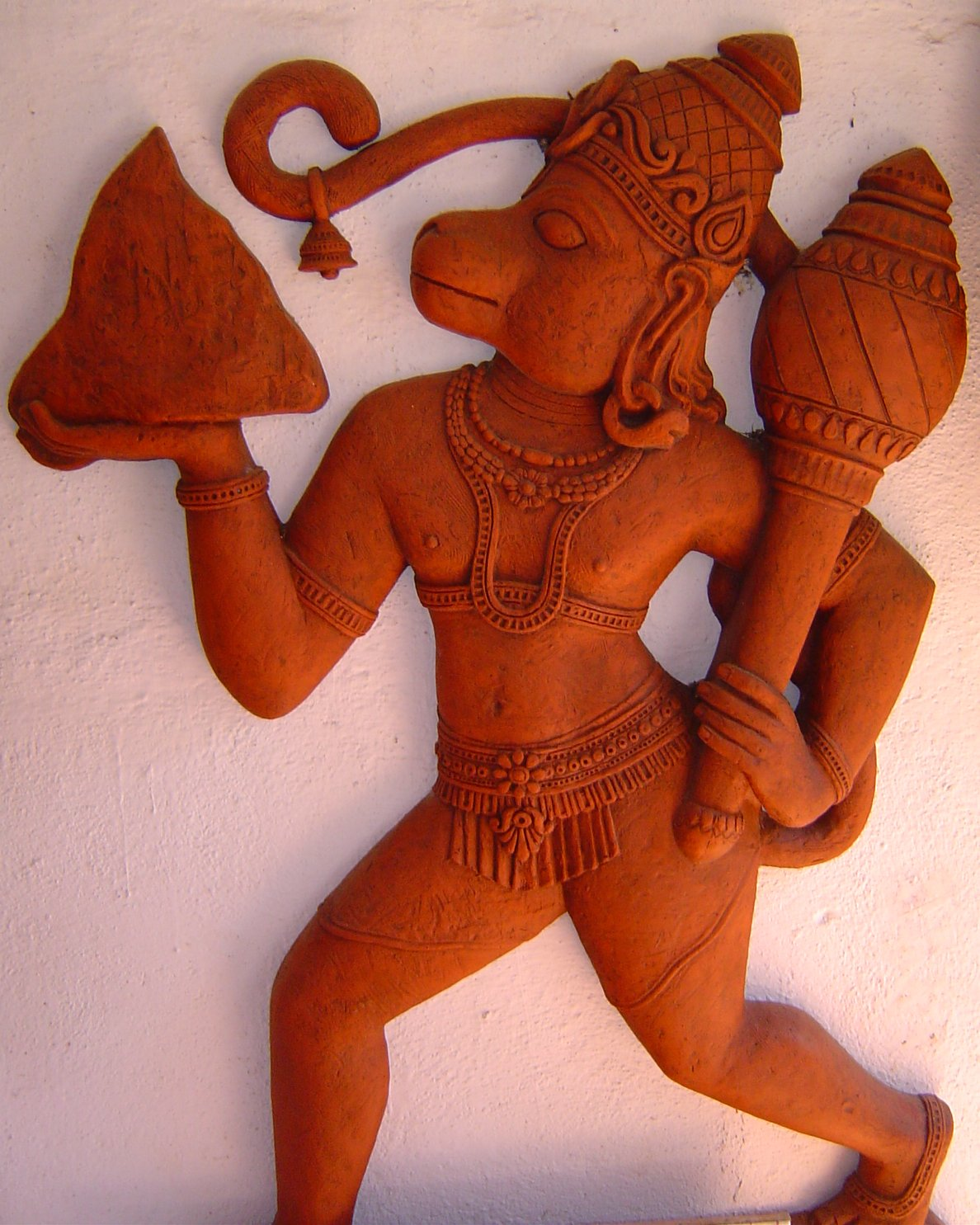
Hanuman draagt de berg Dronagiri en heeft een knots in zijn linkerhand

Gathotkaca (Sanskriet घटोत्कच) is een personage uit de Mahabharata. Hij is de zoon van Bhima en de reuzin Hidimbi (de zus van Hidimba). 
Gathotkaca is dus half-Rakshasa en hij heeft hierdoor verschillende magische krachten. Hierdoor werd hij een belangrijk strijder in de Kurukshetra-oorlog, de climax van het epos. De naam Gathotkaca komt van zijn hoofd, dat zonder haar was en de vorm had van een pot (in het Sanskriet betekent Ghatam pot en Utkach betekent haarloos).

## Mahabharata

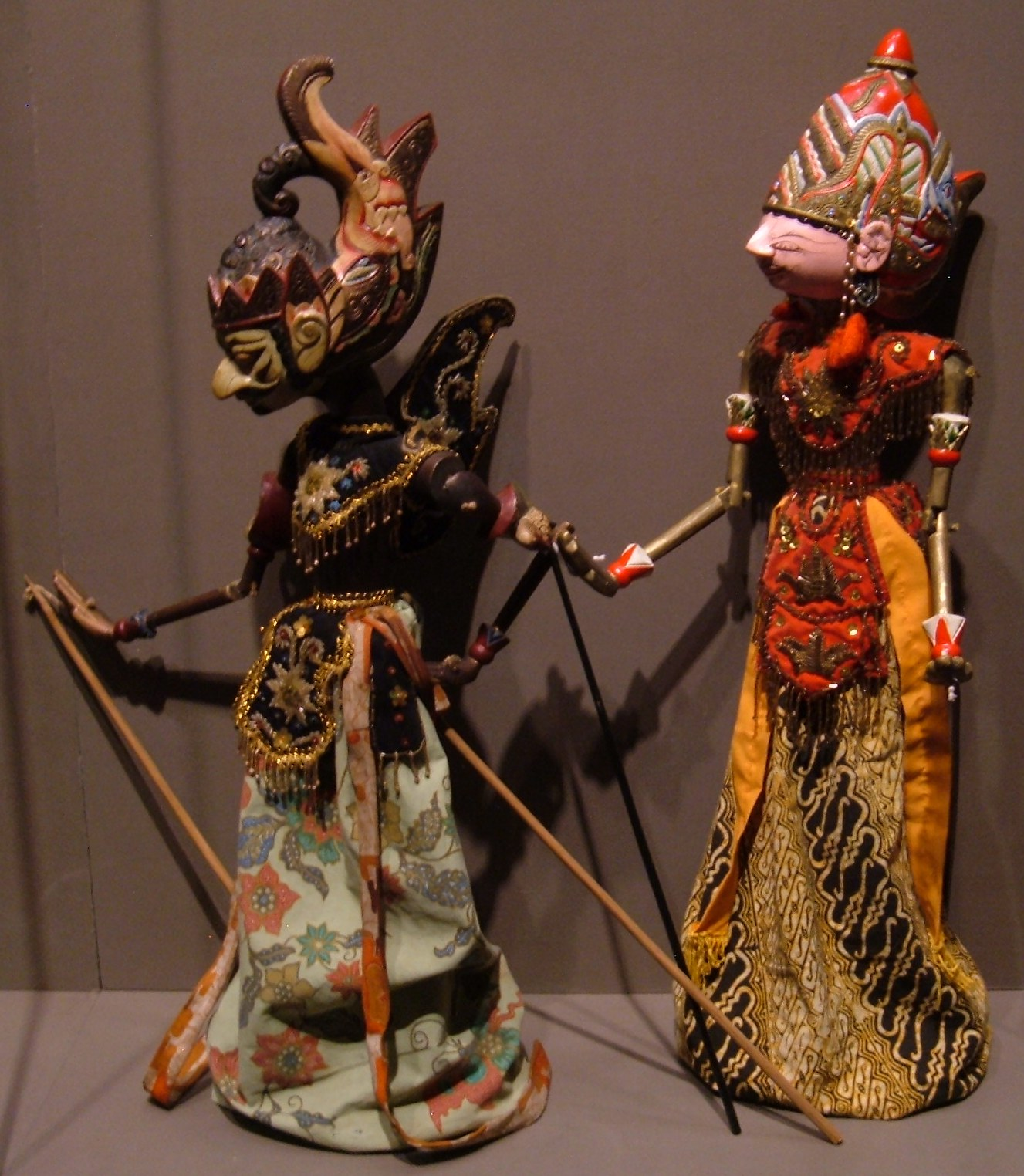
Gatotkaca en Karna

Gathotkaca woonde bij zijn moeder Hidimbi, toen hij in gevecht raakte met Abhimanyu (zijn neef), zonder dat hij wist dat dat de zoon van Arjuna was. Gathotkaca wordt gezien als loyaal en nederig. Net zoals zijn vader, vocht Gathotkacha vooral met een knots. 
Gathotkaca is getrouwd met Ahilawati, ze hebben een zoon met de naam Barbarika. 
In de Mahabharata wordt Gatotkacha door Bhima gedagvaard om met de Pandavas te vechten in de oorlog van Kurukshetra. Hij bracht grote schade toe aan het Kaurava-leger met zijn magische krachten. Vooral na de dood van Jayadratha, toen het gevecht na zonsondergang doorging, werden zijn krachten erg effectief ('s nachts).
Duryodhana vroeg zijn beste strijder Karna om Gathotkacha te doden. Karna bezat een goddelijk wapen, de shakti, wat verleend was door de god Indra. Het kon slechts eenmaal gebruikt worden en Karna had dit wapen bewaard om tegen de beste Pandava-strijder (Arjuna) te gebruiken. 
Niet in staat om de orders van Duryodhana te weigeren, gebruikte Karna de shakti tegen Gatotkacha. Gatotkacha werd gedood. Dit wordt gezien als keerpunt in de oorlog. Na zijn dood glimlachte Krishna. Hij beschouwde de oorlog als gewonnen, nu Karna niet langer het goddelijk wapen bezat om tegen Arjuna te vechten.

## Madhyama Vyāyoga
In de Madhyama Vyāyoga is Gatotkache het belangrijkste personage. Hierin wordt Gatotkacha door zijn moeder gestuurd om een mens te halen als feestmaal. Hij wordt door de verschijning van zijn vader Bhima tegengehouden.

## Tempels
- Op de Manali, in de Himachal Pradesh (India), is een tempel voor Gatotkacha gebouwd, deze ligt nabij de Hidimba Devi tempel.
- Er is een candi met de naam Gatotkaca, gelegen op het Diengplateau (Centraal-Java), Indonesië

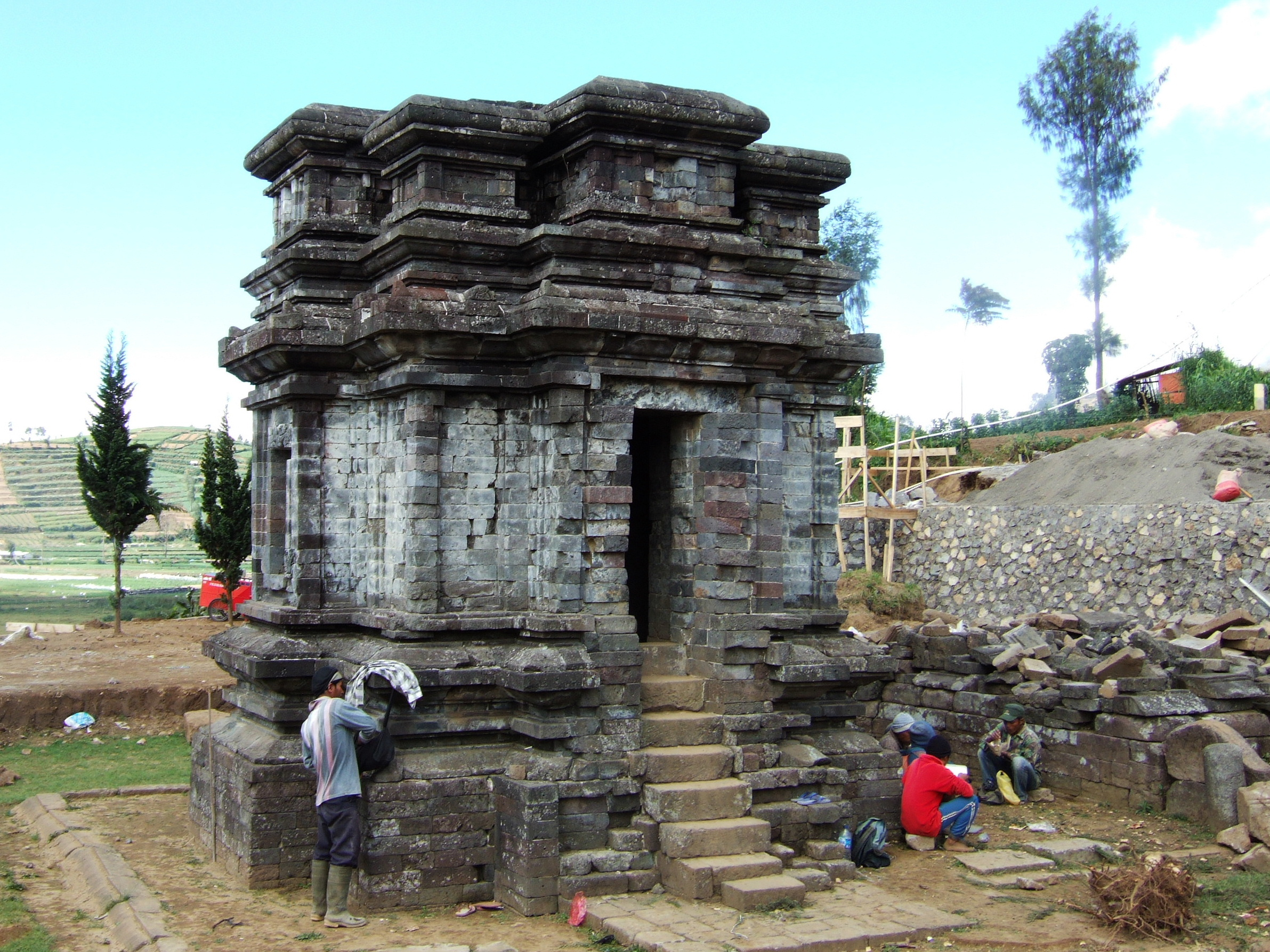
Candi Gatotkaca, Centraal-Java